# 舊明斯卡亞區
46°32′06″N 38°03′38″E / 46.53500°N 38.06056°E
舊明斯卡亞區（俄语：Староминский район），是俄羅斯的一個區，位於該國西南部，由克拉斯諾達爾邊疆區負責管轄，面積1,030平方公里，2010年人口40,755，人口密度每平方公里39.57人。